# Championnats de France d'athlétisme en salle 1979
Navigation
Édition précédente Édition suivante
Les Championnats de France d'athlétisme en salle 1979 ont eu lieu les 3 et 4 février 1979 à l'INSEP de Paris.

## Palmarès
| Discipline              | Hommes           | Hommes        | Femmes               | Femmes       |
| ----------------------- | ---------------- | ------------- | -------------------- | ------------ |
| 60 m                    | Gilles Échevin   | 6 s 78        | Annie Alizé          | 7 s 35       |
| 400 m                   | Maurice Volmar   | 48 s 03       | Véronique Grandrieux | 54 s 60      |
| 800 m                   | Roger Milhau     | 1 min 48 s 4  | Anne-Marie Jossot    | 2 min 11 s 6 |
| 1 500 m                 | Laurent Rutton   | 3 min 46 s 4  | Martine Bouchonneau  | 4 min 28 s 7 |
| 3 000 m                 | Gérard Pajot     | 8 min 15 s 3  | -                    | -            |
| 60 m haies              | Émile Raybois    | 8 s 05        | Michèle Chardonnet   | 8 s 43       |
| Saut en hauteur         | Francis Agbo     | 2,21 m        | Sylvie Prenveille    | 1,83 m       |
| Saut à la perche        | Patrick Abada    | 5,52 m        | -                    | -            |
| Saut en longueur        | Frédéric Charles | 7,38 m        | Jacqueline Curtet    | 6,11 m       |
| Triple saut             | Patrick Butel    | 15,76 m       | -                    | -            |
| Lancer du poids         | Arnjolt Beer     | 18,73 m       | Simone Créantor      | 15,50 m      |
| Lancer du marteau lourd | Christophe Gros  | 20,19 m       | -                    | -            |
| 5 000 m marche          | Gérard Lelièvre  | 20 min 29 s 4 | -                    | -            |